# Jack Lang (Politiker, 1876)

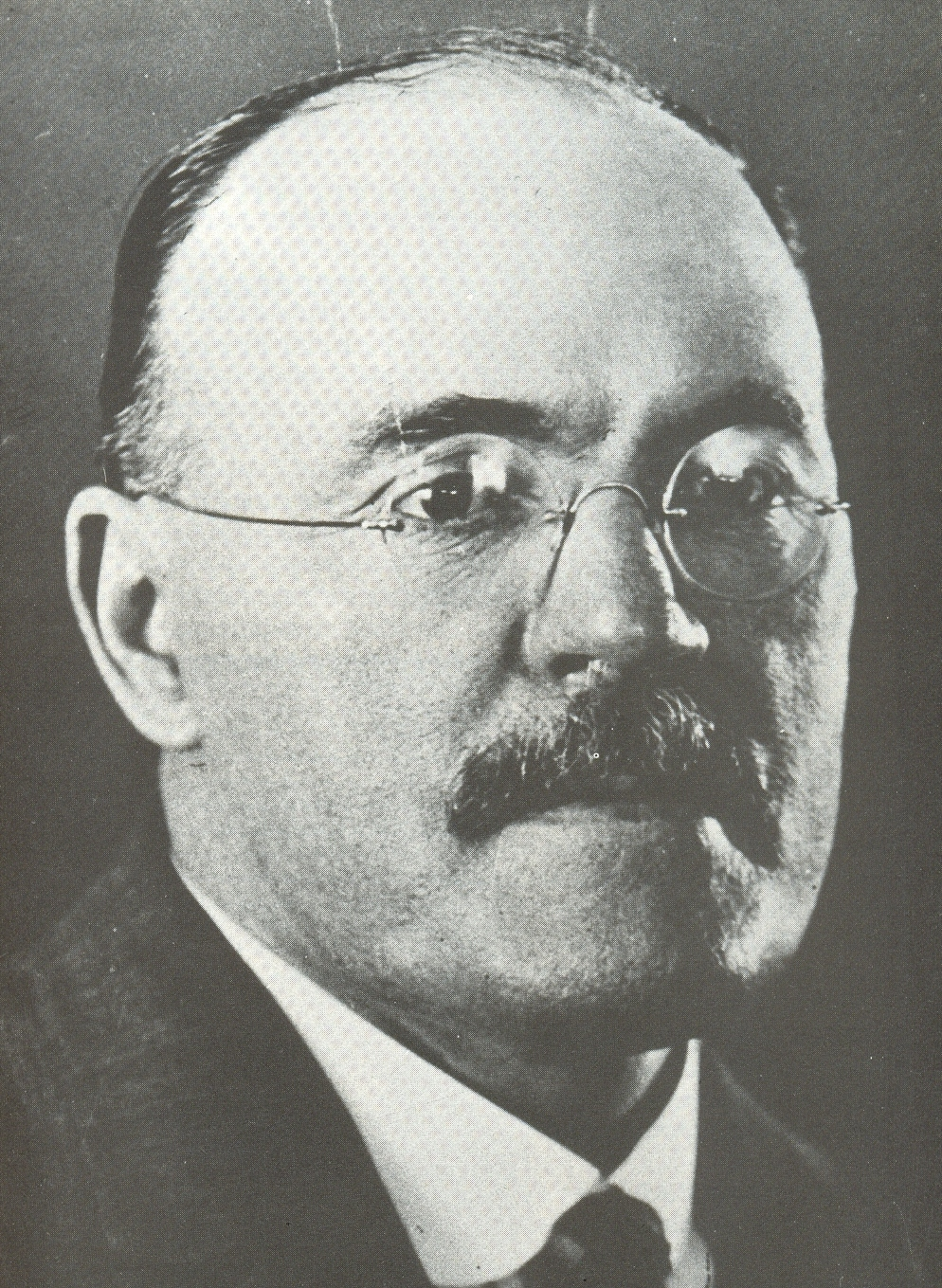
Jack Lang (in den 1930er Jahren)

John Thomas „Jack“ Lang (* 21. Dezember 1876 in Sydney im Gebiet des Brickfield Hill, New South Wales, Australien; † 27. September 1975 in Auburn, New South Wales) war ein australischer Politiker und Premierminister von New South Wales.
Lang war ab dem Alter von 13 Jahren Zeitungsausträger und in weiteren Jobs tätig; mit 17 Jahren erlernte den Beruf eines Buchhalters, wurde ein Immobilienmakler, Gewerkschafter, Politiker und Abgeordneter der Australian Labor Party (ALP) in Australien. In zwei Wahlperioden war er Premierminister in New South Wales. Er ist der einzige Premierminister Australiens, der durch einen britischen Kolonial-Gouverneur aus seinem Amt entlassen wurde. Ferner ist Jack Lang für seine dreimaligen zeitweiligen Abspaltungen in Splitterparteien der ALP in Australien bekannt geworden.

## Frühes Leben
Jack Lang war der Sohn von James Henry Lang, einem Uhrmacher aus Edinburgh, und seiner Frau Mary, geborene Whelan, aus Galway aus Irland. Die Familie lebte in Bairnsdale in Victoria, wo er zur Schule ging. Als er nach Sydney zurückkam, arbeitete er als Zeitungsausträger und ging zur St Francis Marist Brothers School, Haymarket. 1889 arbeitete er auf einer Geflügelfarm; später als Fahrer für eine Pferdebahn, und in einem Buchladen. Im Alter von 17 Jahren begann er eine Ausbildung zum Buchhalter. Am 14. März 1896 heiratete er die 17 Jahre alte Hilda Bredt, die ihm im Juni das erste Kind gebar. Er hatte mit ihr vier Töchter und drei Söhne. 1899 war Lang Buchhalter und Geschäftspartner eines Immobilienunternehmens. 1906 wurde er der Sekretär der Starr-Bowkett Ballot and Sale Society, einer Arbeiterkooperative, die einen Handel mit Arbeiterwohnungen betrieb.

## Politisches Leben
| Politische Ämter Jack Lang                           | Politische Ämter Jack Lang    |
| ---------------------------------------------------- | ----------------------------- |
| Parlamentsmitglied für Granville in New South Wales  | 1920–1927                     |
| Parlamentsmitglied für Parramatta in New South Wales | 1920–1927                     |
| Parlamentsmitglied für Auburn in New South Wales     | 1927–1946                     |
| Kolonial-Finanzminister von New South Wales          | 1920–1922 1925–1927 1930–1932 |
| Premierminister von New South Wales                  | 1925–1927 1930–1932           |
| Führer der Australian Labor Party in New South Wales | 1923–1939                     |
| Parlamentsmitglied von Australien                    | 1946–1949                     |

### Frühes politisches Leben
Ab 1903 bis 1913 bekleidete er verschiedene Positionen in gewerkschaftlichen Gremien, war in Auburn Bürgermeister und engagierte sich lokal im katholischen Sozial- und Gesundheitswesen. Im Dezember 1913 wurde er in die Legislative Assembly von New South Wales gewählt.
An der ALP-Konferenz von 1916 nahm er teil, die sich mit der politischen Ausrichtung in eine sozialistische Richtung und gewerkschaftlichen Interessen befasste, für die er wenig Verständnis aufbrachte. Allerdings unterstützte er die Ablehnung der allgemeinen Wehrpflicht in Australien. Lang wurde Fraktionsvorsitzender der ALP von 1916 bis 1917 und von 1917 bis 1918. Als die linksorientierte Australian Workers’ Union (AWU) starken Einfluss auf die ALP durch John Bailey, Albert Charles Willis und John Garden gewann, gelang es ihnen jedoch nicht, politischen Einfluss auf die ALP-Fraktion im Parlament zu gewinnen, die 1920 die Nationalwahlen gewann. Lang errang 1920 einen Abgeordnetensitz im Wahlkreis von Parramatta und wurde Kolonial-Finanzminister in der ALP-Regierung.
Auf der ALP-Konferenz von 1923 gelang es ihm gemeinsam mit Albert Charles Willis, den Einfluss der AWU zurückzudrängen, und im selben Jahr wurde Lang wieder Fraktionsvorsitzender im Parlament. Lang wusste, dass Mitglieder der Communist Party of Australia in die Labor Party eingeschleust worden waren; als unversöhnlicher Gegner des Kommunismus war er entschlossen, sie aus der Partei zu entfernen. Andererseits war er der festen Überzeugung: „Capitalism must go“ (deutsch: „Der Kapitalismus muss verschwinden“), was konservative Kräfte zu ständigen Attacken veranlasste, in denen der Labor Party revolutionäre Absichten unterstellt wurden – auch noch nach dem Ausschluss der Kommunisten im Jahre 1924. Gegen die sozialistisch orientierten Kräfte gelang es Lang mit einer Stimme Mehrheit, Parteivorsitzender zu werden. Lang trat für die 44-Stunden-Woche ein und sprach sich für die Sozialisierung der Industrie aus. John Garden wollte seinen Einfluss zurückdrängen, setzte eine Konferenz aller Gewerkschaften Australiens an und beabsichtigte Lang auszuschließen. Daraufhin begann Lang eine Kampagne gegen linke Kräfte.
Lang wurde 1925 zum Premier- und Finanzminister in New South Wales gewählt und praktizierte von 1925 bis 1927 staatlich finanzierte Sozialprogramme wie staatlich garantierte Renten für Witwen mit Kindern unter 14 Jahren und Wohlfahrtsmaßnahmen für Waisen, staatliche Kompensationen im Falle eines Todes, Krankheit und Verletzungen eines Arbeiters während seiner Arbeitszeit, eine Reduzierung der wöchentlichen Arbeitszeit von 48 auf 44 Stunden und Befreiung von Studiengebühren für Studenten auf High Schools. Er legte auch staatlich finanzierte Beschäftigungsprogramme zum Straßenbau auf, wie den Bau des Hume Highway und Great Western Highway.
Wegen dieser sozial orientierten Politik bezichtigten Lang nationalistische und rechtskonservative Kräfte sozialistischer Bestrebungen. Zwar unterstützten gewerkschaftlich und sozial ausgerichtete Kräfte seine Politik; dennoch verlor er 1927 die Wahl in New South Wales.

### Parteiabspaltungen

#### Australian Labor Party (New South Wales)

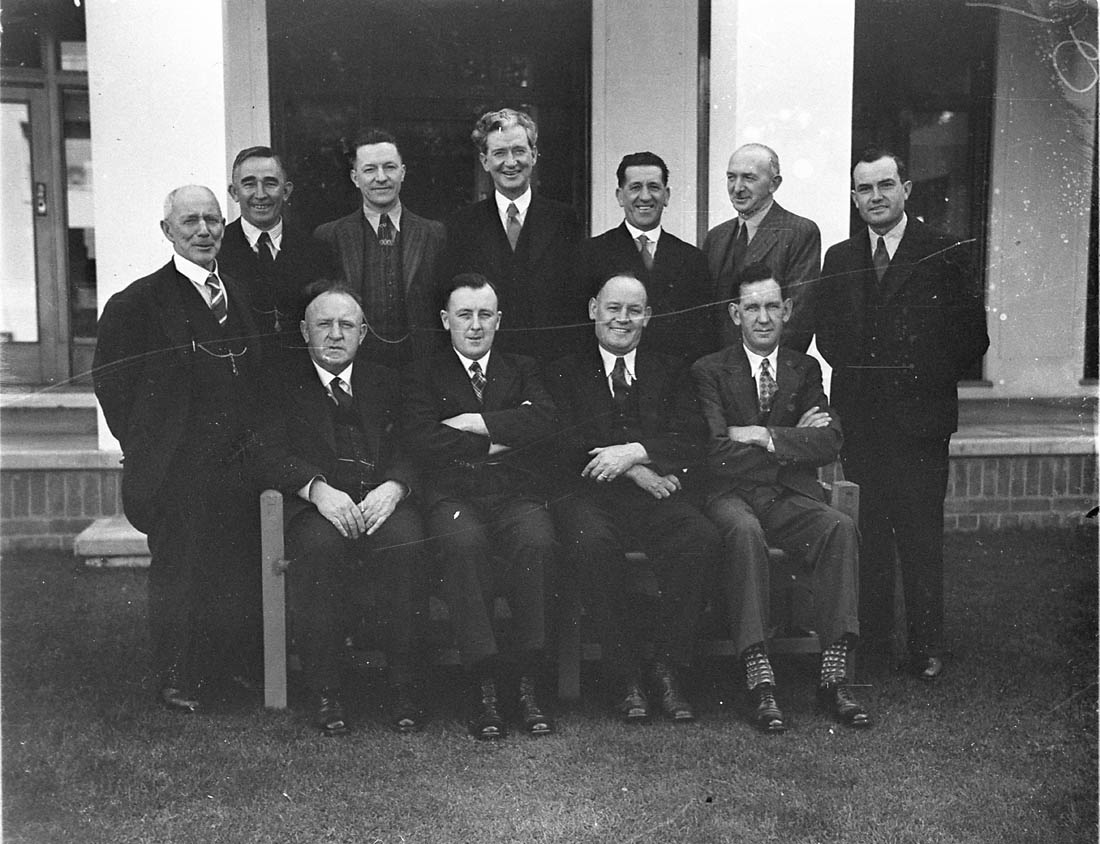
Abgeordnete der Lang Labor

Zwei Jahre nach seiner Wahlniederlage gewann er 1929 die Wahl in New South Wales. Nach dem Beginn der Weltwirtschaftskrise im Oktober 1929 und der folgenden Großen Depression verfolgte Lang eine andere Politik als die ALP-Regierung in Canberra. Letztere orientierte sich an dem Konzept des britischen Finanzexperten Otto Ernst Niemeyer von der Bank of England, das Niemeyer für Australien entwickelt hatte und das eine Austeritätspolitik der Lohnsenkung und des Sozialabbaus vorsah. Diesem liberalistischen Konzept setzte Lang ein Programm entgegen mit den Kernpunkten: Zinssenkung australischer Staatsschulden, Abkopplung der Währung vom Goldstandard und Ankopplung an einen sogenannten goods standard, Rückzahlung der Schulden Australiens bei anderen Staaten, Ausweitung öffentlicher Beschäftigungsprogramme sowie von Banken finanzierte öffentliche Arbeiten über kontrollierte Kreditexpansion. Die Meinungsverschiedenheiten führten 1931 dazu, dass Lang sich mit seinen Anhängern von der ALP abspaltete. Unter dem Namen ALP New South Wales (kurz: Lang Labor) trat diese Gruppe fortan bei Wahlen in Konkurrenz zur zentralen ALP auf. Unmittelbare Folge war der Sturz der ALP-Regierung in Canberra: Bei den Wahlen Ende 1931 verlor die ALP ihre Mehrheit, die Regierungsgewalt ging an die konservative United Australia Party über.
Lang Labor war in den 30er Jahren im zentralen Bundesparlament (House of Representatives) in Canberra mit insgesamt 10 Abgeordneten vertreten: Es waren dies John Albert Beasley, Joseph James Clark, John Chambers Eldridge, Joseph Herbert Gander, John Smith Garden, Rowland James, Herbert Peter Lazzarini, Daniel Mulcahy, John Solomon Rosevear und Edward John Ward.
In New South Wales hatte sich die faschistoide New Guard unter der Führung von Eric Campbell gebildet, die gewaltsame Straßenaktionen gegen Arbeiterorganisationen organisierte, entschieden gegen Jack Lang war und sogar seine Entführung plante. Ein führendes Mitglied der New Guard Francis de Groot sorgte am 19. März 1932 anlässlich der feierlichen Eröffnung der Sydney Harbour Bridge für einen protokollarischen Zwischenfall, als er auf einem Pferd in Husarenuniform aus dem Ersten Weltkrieg mit gezogenem Kavallerie-Säbel bewaffnet durch die Menge ritt und das Eröffnungsband durchschlug, um vor Jack Lang die offizielle Freigabe der Brücke vorzunehmen.
Der Streit zwischen Lang und der australischen Bundesregierung um die Frage, wie angesichts der Wirtschaftskrise mit den australischen Staatsschulden und den sich daraus ergebenden – auch internationalen – Verpflichtungen umzugehen sei, kulminierte, als die Zentralregierung, die sich gegen die von Lang befürwortete Aussetzung oder gar Streichung von Zahlungen entschieden hatte, sich mit dem Financial Agreement Enforcement Act von 1932 eine gesetzliche – vom Obersten Gericht Australiens abgesegnete – Möglichkeit schuf, zur Bedienung dieser Verpflichtungen notfalls auch direkt auf die Finanzen der Bundesstaaten zuzugreifen. Lang reagierte darauf, indem er Gelder in Millionenhöhe bar von Regierungskonten abzog und darüber hinaus eine Anweisung erließ, die allen Regierungsbeamten untersagte, Gelder an das Bundesschatzamt zu überweisen. Sir Philip Game, der britische Gouverneur von New South Wales, wies Lang darauf hin, dass dies ungesetzlich sei; als Lang sich weigerte, die Anordnung zurückzunehmen, wurde er am 13. Mai 1932 als Regierungschef entlassen.
Im Juni 1932 wurden Neuwahlen angesetzt: Von den bis dahin 55 Sitzen blieben Lang Labor nur noch 24; die nationale Labor Party konnte mit 4 % der Stimmen überhaupt nicht in die Legislative Assembly einziehen; die rechtskonservative United Australia Party errang die Mehrheit und wurde nun auch in New South Wales zur regierenden Partei.
Innerhalb seiner Partei hatte Lang zunächst auch weiterhin noch großen Einfluss. 1933 erreichte er gemeinsam mit John Garden auf der jährlichen Konferenz der ALP New South Wales die Auflösung der Socialisation Units, die für die Sozialisierung der Industrie kämpften. John Curtin gelang es im Februar 1936 die Landes-Gruppierung der ALP von New South Wales wieder in die National-ALP zurückzuführen. 1936 wollten Lang und Garden die Radiostation 2KY des Labor Council übernehmen, was scheiterte. Im Februar 1938 verkaufte Lang die von ihm herausgegebene Zeitung Labor Daily und im April brachte er die Zeitung Century heraus. Auf einer Konferenz der ALP sollten die Regeln für Wahlen überarbeitet werden und die Konferenz beschloss, dass künftig die Fraktion im Parlament ihren Fraktionsvorsitzenden aus ihrer Mitte wählt. Der politische Niedergang Langs setzte sich fort, er kandidierte weiterhin von 1931 bis 1938 auf Positionen in der ALP, verlor dreimal bei Wahlen zum nationalen Vorsitzenden und in Bundesstaaten und dreimal für das Stadtparlament von Sydney.

#### Australia Labor Party (Non-Communist)
Als im Jahr 1940 eine ALP-Konferenz die Forderung „Hands off Russia“ (deutsch: „Hände weg von Russland“) aufstellte, formierte Lang daraufhin die neue Partei Australian Labor Party (Non-Communist), die Unterstützer im australischen und in den Landesparlamenten hatte. Durch die Abspaltung von Abgeordneten der Landespartei der ALP New South Wales konnte Lang sich zur Wahl aufstellen. Allerdings war er zu diesem Zeitpunkt – nicht wie im Jahr 1931 – in der Minderheit, da sich mehrere seiner früheren Unterstützer gegenüber der ALP und dem Premierminister John Curtin loyal verhielten. Daher erhielt er kaum Unterstützung. Angesichts der anstehenden australischen Nationalwahl von 1941 löste er die Australian Labor Party (Non-Communist) auf und ihre Mitglieder einschließlich Jack Lang traten wieder in die nationale ALP ein, was Curtin erlaubte mit einer geeinten Partei die Wahl im Oktober 1941 zu gewinnen.
1943 publizierte Lang Angriffe auf die Regierung von Curtin in seiner Zeitung Century, woraufhin er im März 1943 aus der Partei ausgeschlossen wurde. Er kandidierte zur Nationalwahl in Reid und verlor, anschließend gewann er allerdings einen Abgeordnetensitz im Wahlkreis von Auburn in New South Wales im Oktober.
Im folgenden Jahr gründete er erneut die Australian Labor Party (Non-Communist). Als Lang 1946 einen Sitz im Wahlkreis Reid gewann, beschrieb er das Parlament als „the right wing of the Conservative Party“ (deutsch: „den rechten Flügel der Konservativen Partei“) und griff Ben Chifley an, den amtierenden Premierminister. 1947 war er gegen den Immigrationsplan der Regierung, da sie die White Australia Policy gefährde, eine rassistische Politik, die er stets verteidigt hatte. Er war gegen den Plan von Chifley, der die Banken nationalisieren und eine Abstimmung zur Zins- und Preiskontrolle einführen wollte. Ferner kritisierte er 1948 die Regierung, dass sie in ihren Abteilungen Kommunisten sitzen habe.
Lang wurde politisch weiter unbedeutend, als seinen Abgeordnetensitz in der nächsten Wahl verlor und als er 1951 nicht zum Senator gewählt wurde. Trotzdem gab er weitere Erklärungen ab. 1951 unterstützte er Herbert Vere Evatt (Außenminister in der Labor-Regierung von John Curtin in den 40er Jahren), der den Versuch der Regierung Menzies (Liberal Party) bekämpfte, durch eine Volksabstimmung ein Verbot der Communist Party of Australia zu erreichen. 1953 wandte er sich gegen die Regelung zur Zwangsmitgliedschaft in Gewerkschaften, 1954 gegen die Bildung von Gewerkschaften nach Industriebereichen und 1958 gegen die Ausweitung des legalen Glücksspiels.
In den späten 1960er und frühen 1970er entwickelte er sich zum Folklore-Helden an Schulen und Universitäten. Eine Bank in Auburn brachte an ihrem Gebäude im Jahr 1967 eine Plakette mit folgendem Text an: „tribute to a distinguished man of the people“ (deutsch: „In Anerkennung für einen hervorragenden Mann des Volkes“).
1971 wurde er mit Unterstützung von Paul Keating, einem späteren Premierminister Australiens, wieder als Mitglied in die ALP aufgenommen.
Jack Lang starb 1974 im Alter von 98 Jahren in Auburn und wurde auf dem Rookwood Lawn Cemetery der St Mary's Roman Catholic Cathedral beerdigt.

## Publikationen von Jack Lang
Die unter dem Namen Jack Lang, in der von im herausgegebenen Zeitung Century, veröffentlichten Artikel waren von A. C. Paddison verfasst, wie auch vermutlich seine Publikationen:
- Why I Fight (1934)
- Communism in Australia: A Complete Exposure (1944),
- I Remember (1956)
- The Great Bust (1962)
- The Turbulent Years (1970)